# Eleitorado de Salzburgo
O Eleitorado de Salzburgo (em alemão Kurfürstentum Salzburg ou  Kursalzburg), ocasionalmente também chamado de Grão Ducado de Salzburgo, foi um estado do Sacro Império Romano-Germânico que existiu entre 1803 e 1805. A sua capital era a cidade de Salzburgo

## História
Em 1803, o Arcebispado de Salzburgo foi secularizado como parte da Mediatização Alemã, sendo reorganizado como Eleitorado de Salzburgo. O novo eleitorado ou grão-ducado fora criado para Fernando III, antigo Grão-duque da Toscana, como forma de o compensar pela perda do seu estado italiano, que fora ocupado pelos exércitos de Napoleão I.
Os territórios do novo eleitorado incluíam também partes do Priorado de Berchtesgaden, dos Bispados de Eichstätt e de Passau. 

### O fim do Eleitorado
Em 1805, pelo Tratado de Pressburg, o eleitorado foi integrado ao Império Austríaco. Fernando III voltou a ser compensado, desta vez com o novo Grão-Ducado de Wurzburgo, enquanto que os bispados de Eichstätt e de Passau foram integrados ao Reino da Baviera. 
Em 1809, pelo Tratado de Schönbrunn, Salzburgo passou da Áustria para a Baviera.
Por fim, já em 1814, pela Tratado de Paris, a região foi definitivamente dividida entre a Áustria e a Baviera, sendo a parte austríaca administrada a partir de Linz, na Alta Áustria.
Em 1850, a região austríaca de Salzburgo tornou-se o Ducado de Salzburgo, no âmbito do Império Austríaco.